# Gorgo al Monticano
Gorgo al Monticano – miejscowość i gmina we Włoszech, w regionie Wenecja Euganejska, w prowincji Treviso.
Według danych na rok 2004 gminę zamieszkiwało 3977 osób, 147,3 os./km².